# در کمین گل سرخ
در کمین گل سرخ شرح زندگی علی صیاد شیرازی است که به قلم محسن مؤمنی شریف نگاشته شده‌است و توسط انتشارات سوره مهر به چاپ رسیده‌است و تا کنون به چاپ سی ام و چاپ هفتاد و پنج هزار نسخه رسیده‌است.

## موضوع کتاب
کتاب به شرح زندگی علی صیاد شیرازی از «کودکی تا پیروزی انقلاب اسلامی» از «پیروزی انقلاب اسلامی تا فرماندهی نیروی ارتش جمهوری اسلامی ایران» از «دوران فرماندهی نیروی زمینی تا عملیات مرصاد و پایان جنگ ایران و عراق» می‌پردازد.

## جوایز
کتاب در هشتمین دوره کتاب دفاع مقدس در بخش «جنگ و زندگینامه شهید» رتبه اول را از آن خود نمود.

## ترجمه
در سوم خرداد ۱۴۰۰ از ترجمه این کتاب به زبان‌های انگلیسی، فرانسوی، روسی، عربی، ترکی و اردو رونمایی شد.